# Crudele amore
Crudele amore è un romanzo dello scrittore italiano Mario Biondi, pubblicato nel 1990. Con il precedente Un amore innocente, costituisce una "bilogia" narrativa imperniata sulla medesima vicenda: l'amore impossibile tra una giovanissima e un uomo adulto. Il titolo è ripreso da Virgilio:
(Eneide, IV, 412)

## Trama
1943. Irène Serero, giovane ebrea riparata a New York da Parigi con la famiglia per sfuggire al nazismo, vive in una sorta di torpore mentale per il trauma di un turbolento amore "vietato" che l'ha legata da adolescente a un uomo adulto, lo scrittore italiano Delio De Curbaga. Quasi contemporaneamente, a Parigi, dove è riparato e riesce a vivere insegnando letteratura italiana, Delio viene catturato dalla Gestapo in quanto legato alla Resistenza. I due non si incontreranno mai più ma porteranno con sé a lungo il ricordo e i segni di quel dolorosissimo amore impossibile, Irène nel Nuovo Mondo, Delio in una serie di vicissitudini che lo porteranno a un campo di concentramento nazista e a un faticoso (dal punto di vista psicologico) reinserimento nell'Italia del dopoguerra (specificamente a Milano e Lago di Como) come uomo, padre e scrittore.
(Mario Biondi, Crudele amore)

## Giudizi critici
(Cesare De Michelis, Il gazzettino, estate 1990)
(Giuseppe Pederiali, Il giorno, estate 1990)
(Folco Portinari, L'unità, estate 1990)

## Edizioni
- Mario Biondi, Crudele amore, Rizzoli, 1990, ISBN 88-17-66084-1.